# French bee
French bee, anciennement French blue, est une compagnie aérienne à bas prix française dite « smart cost » créée en 2016. Elle exploite des vols long-courriers entre Paris et des destinations touristiques situées dans l'Océan Indien, l'Océan Pacifique, et en Amérique-du-Nord. Sa base opérationnelle est située à l'aéroport de Paris-Orly et son siège social est installé à Bellevigny, en Vendée. Compagnie membre du Groupe Dubreuil, elle est la compagnie-sœur d'Air Caraïbes.

## Histoire

### Débuts en tant que French blue
La compagnie commence ses activités en 2016. Elle est créée par le Groupe Dubreuil, propriétaire d'Air Caraïbes. L'A330-300 de French bee a effectué son premier vol commercial le 1er juillet 2016 pour le compte d'Air Caraïbes sous le code TX540, reliant Paris (France métropolitaine) à Pointe-à-Pitre (Guadeloupe). Le premier vol commercial sous sa propre marque a eu lieu le 10 septembre 2016 à destination de Punta Cana (République dominicaine). Elle propose jusqu'à dix vols par semaine vers La Réunion depuis le 16 juin 2017.
Le premier Airbus A350, immatriculé F-HREU (en lien avec la desserte de La Réunion), est aussi le premier A350 exploité par une compagnie à bas prix. Son premier vol commercial a eu lieu le 22 août 2017 à destination de Saint-Denis (La Réunion),.
À la fin de novembre 2017, la compagnie est renommée provisoirement French (au lieu de French blue) en raison d'un possible conflit juridique avec Jet Blue, une compagnie aérienne américaine au nom proche. Le 30 janvier 2018, la compagnie est renommée French bee.
En mai 2018, French bee réalise son premier vol commercial entre Paris-Orly et Tahiti-Faaa, en Polynésie française, via San Francisco aux États-Unis.

### Crise sanitaire puis reprise
Le 12 mai 2020, quelques mois après le record d'Air Tahiti Nui, et en pleine crise sanitaire, French bee réalise le vol intérieur le plus long du monde, en reliant Tahiti-Faaa et Paris-Orly. Celui-ci, réalisé en Airbus A350-900, dure 16 heures et 49 minutes, et parcourt 16 129 km. Ce record dépasse de seulement quelques dizaines de kilomètres le record d'Air Tahiti Nui, la différence s'expliquant par le chemin parcouru, et la distance séparant les deux aéroports parisiens.
En 2025, le pôle aérien du Groupe Dubreuil, dont fait partie French bee (aux côté de sa compagnie sœur Air Caraïbes), est considéré comme le second plus gros acteur de l'aérien en France.
En août 2025, Air Caraïbes et French Bee signent un partenariat avec la compagnie espagnole Volotea afin d'assurer une meilleure fluidité pour les correspondances et faciliter la coopération entre l'Europe et les Caraïbes.

## Destinations

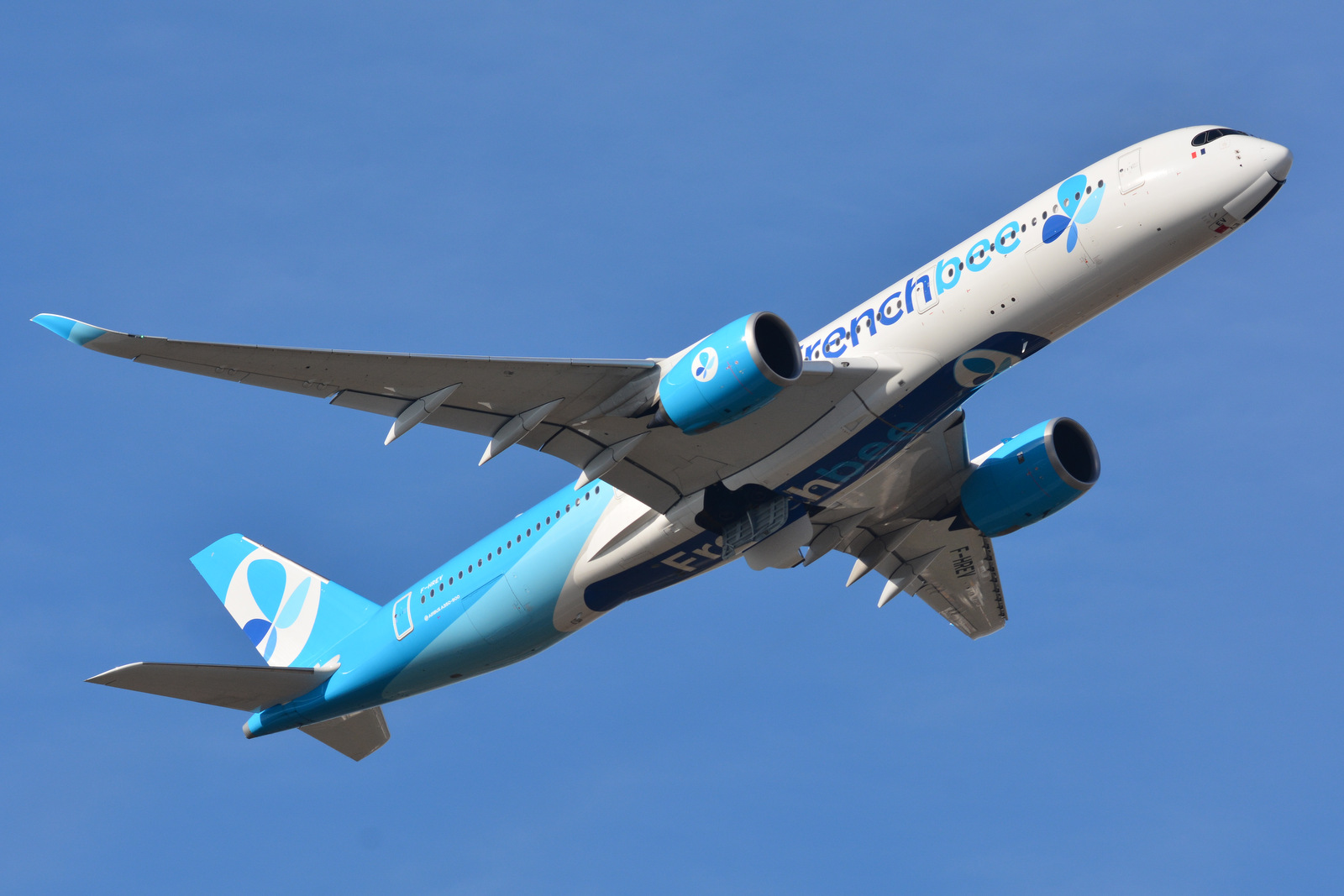
Un Airbus A350-900 de French Bee au départ de l'aéroport d'Orly.

French bee opère l'ensemble de ses liaisons en vols directs depuis Paris, au départ de l'aéroport d'Orly (secteur Orly 4). Du fait de la distance, la liaison Paris-Tahiti prévoit toutefois une escale à San Francisco. Les vols de French bee sont assurés en partage de code avec Air Caraïbes.
French bee débute ses opérations sur le marché de l'outre-mer français, en visant des destinations que sa compagnie-sœur Air Caraïbes ne dessert pas, cette dernière étant  spécialiste de la zone Antilles-Guyane. Avec l'ouverture de San Francisco en 2018, French bee s'installe progressivement aux États-Unis et entreprend un développement en Amérique du Nord, qu'elle poursuit au Canada avec l'ouverture de Montréal en 2025. 
Tout comme Air Caraïbes, French bee propose un partenariat avec la SNCF : « Train + Air », permettant une correspondance ferroviaire via la gare de Massy TGV vers de nombreuses destinations en province (Lyon, Marseille, Nantes, Rennes, Lille, Bordeaux, Strasbourg...).
Depuis 2020, French bee a mis en place un partenariat inter-lignes avec la compagne américaine Alaska Airlines, permettant l'achat d'un billet combiné entre les deux compagnies, et ainsi desservir d'autres destinations aux États-Unis comme Washington, Las Vegas, Seattle ou bien Boston.
|  | Base   |
|  | Future |

## Flotte

### Flotte actuelle
La flotte de French Bee est entièrement composée d'Airbus A350, appareil réputé pour son efficacité environnementale. L'âge récent de ses appareils, ainsi que leur configuration densifiée, permet à French bee d'atteindre la première place du classement mondial des compagnies émettant le moins de CO2 par passager en 2022.

Les Airbus A350-1000 desservent en priorité l'île de La Réunion, et renforcent l'été la desserte de New-York.

### Flotte historique
À sa création en 2016, et de manière temporaire afin de permettre son lancement, French Bee exploite un Airbus 330-300 immatriculé F-HPUJ. Il est ensuite transféré à la compagnie-sœur Air Caraïbes en 2019.

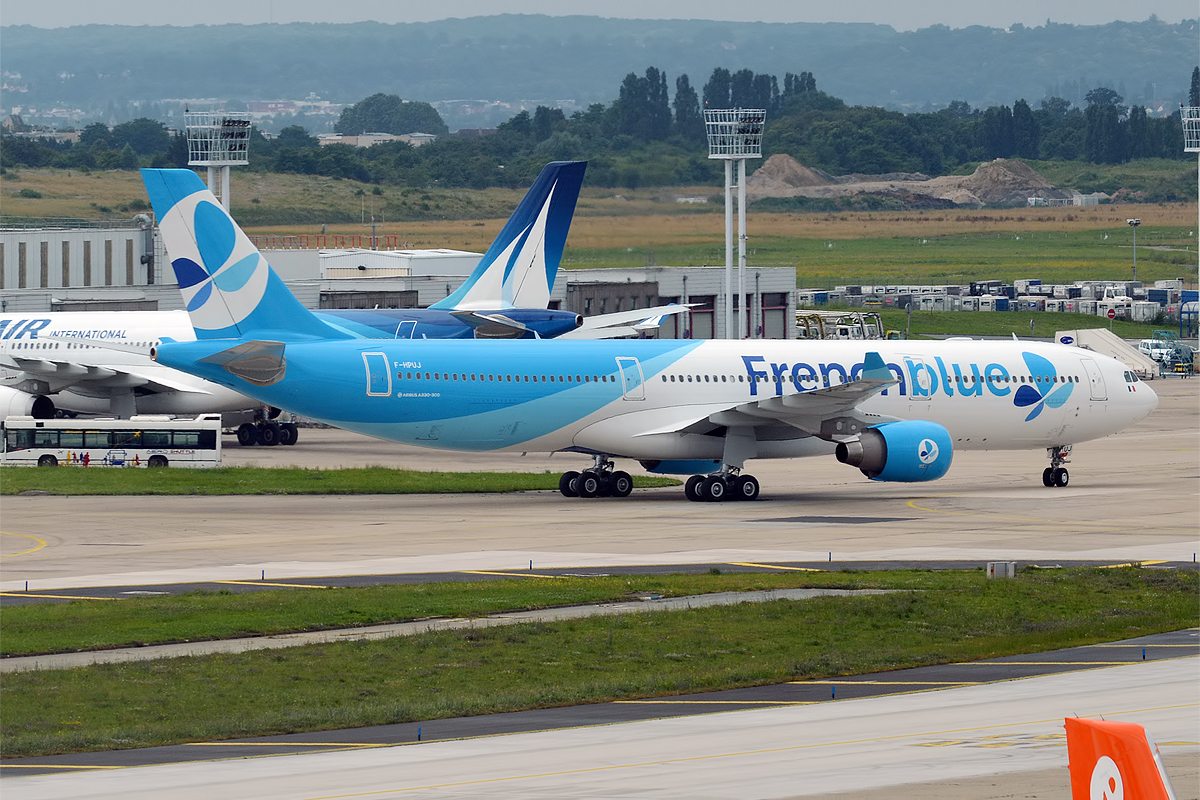
L’Airbus A330-300 immatriculé F-HPUJ utilisé par French blue...
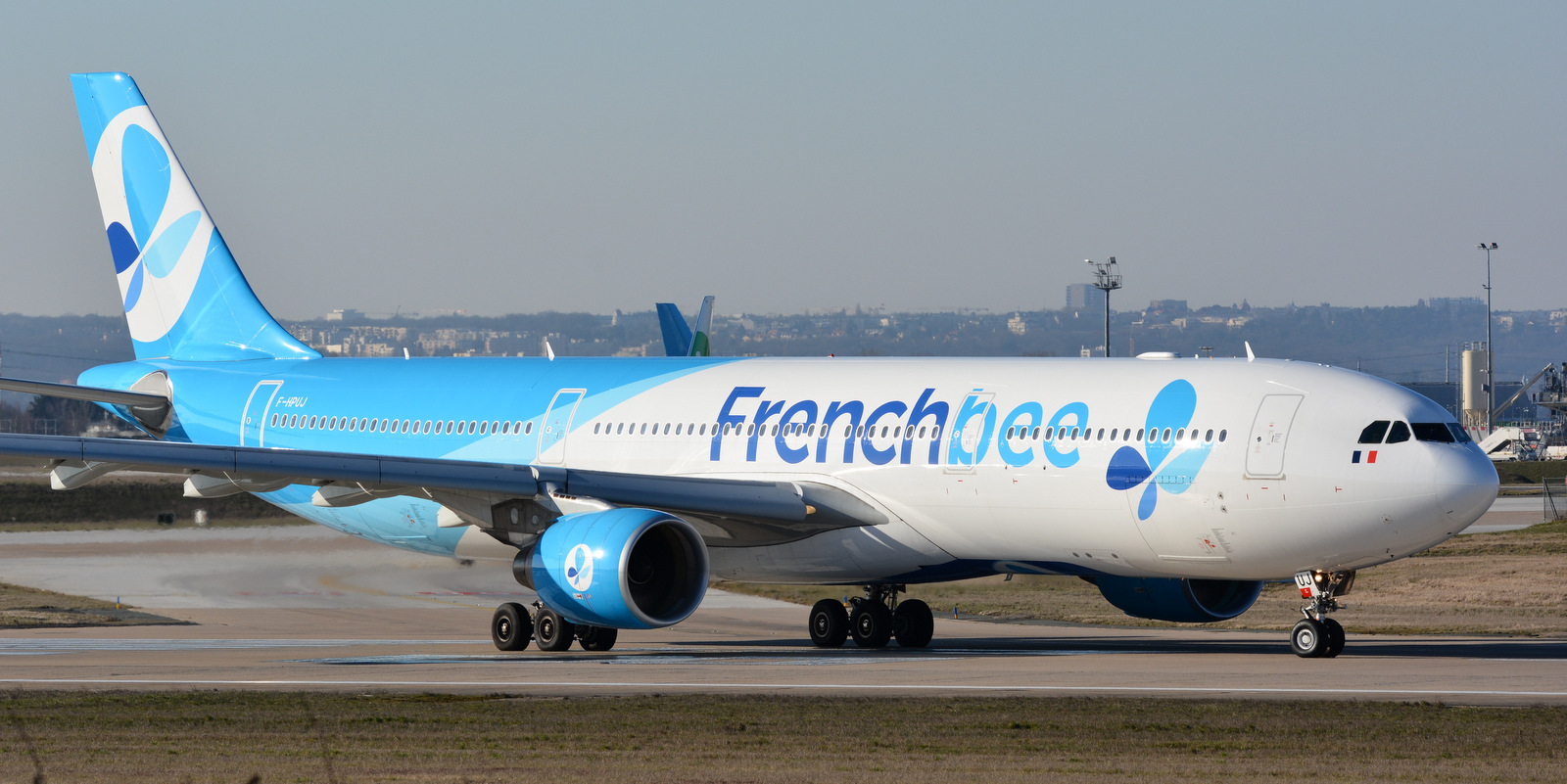
...devenu French Bee, avant son transfert à Air Caraïbes en 2019.